# うれしくって抱きあうよ
「うれしくって抱きあうよ」（うれしくってだきあうよ）は、YUKIの20枚目（通算22作目）のシングル。

## 解説
2010年第1弾シングルであり、同年3月リリースの同名アルバムの先行シングル。YUKIの38歳の誕生日にリリースされた。初回生産盤には、ゆきんこオリジナルバースデーカードが封入。
本作のPVは、楽曲のイメージから「日本の風景を美しく撮ってほしい」というYUKIのオファーにより、映画監督の犬童一心が監督を担当。YUKI本人のほか、俳優の原田芳雄が出演した。
発売前の2010年2月12日に放送された『ミュージックステーション』放送1000回記念スペシャルにYUKIが出演し、本曲を歌唱した。YUKIがテレビ番組に出演するのは、2005年1月の「JOY」リリース時以来、約5年ぶりのことである。

## 収録曲
（全作詞：YUKI／編曲：YUKI、玉井健二、百田留衣）
1. うれしくって抱きあうよ（6:14）
  - 作曲：mugen
2. 誘惑してくれ（4:20）
  - 作曲：野間康介

## 収録アルバム
- うれしくって抱きあうよ（#1）

## チャート
| チャート (2010年)    | 最高 順位 |
| -------------------- | --------- |
| USEN総合チャート     | 1         |
| オリコン週間チャート | 5         |

### チャート推移
| 先代 JASMINE『THIS IS NOT A GAME』 | 週間HIT J-POP USEN総合チャート第1位 2010年3月6日 - 13日 | 次代 遊助『ライオン』 |